# Arkebuse
Mit Hakenbüchse oder Arkebuse wird eine vielfältige Familie von Vorderladern des 15. und 16. Jahrhunderts bezeichnet. Diese finden sich in Europa und Asien mit Luntenschloss und einem Kaliber von etwa 18 bis 20 Millimetern (nach anderen Angaben bis zu 25 Millimeter).

## Allgemeines

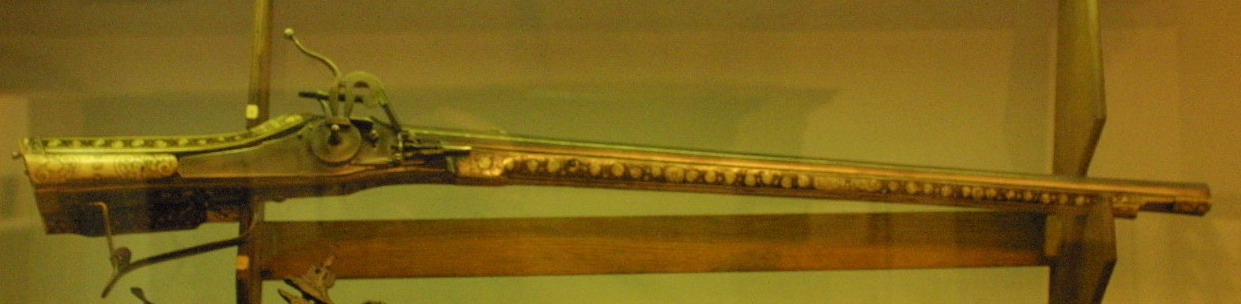
Arkebuse mit Radschloss

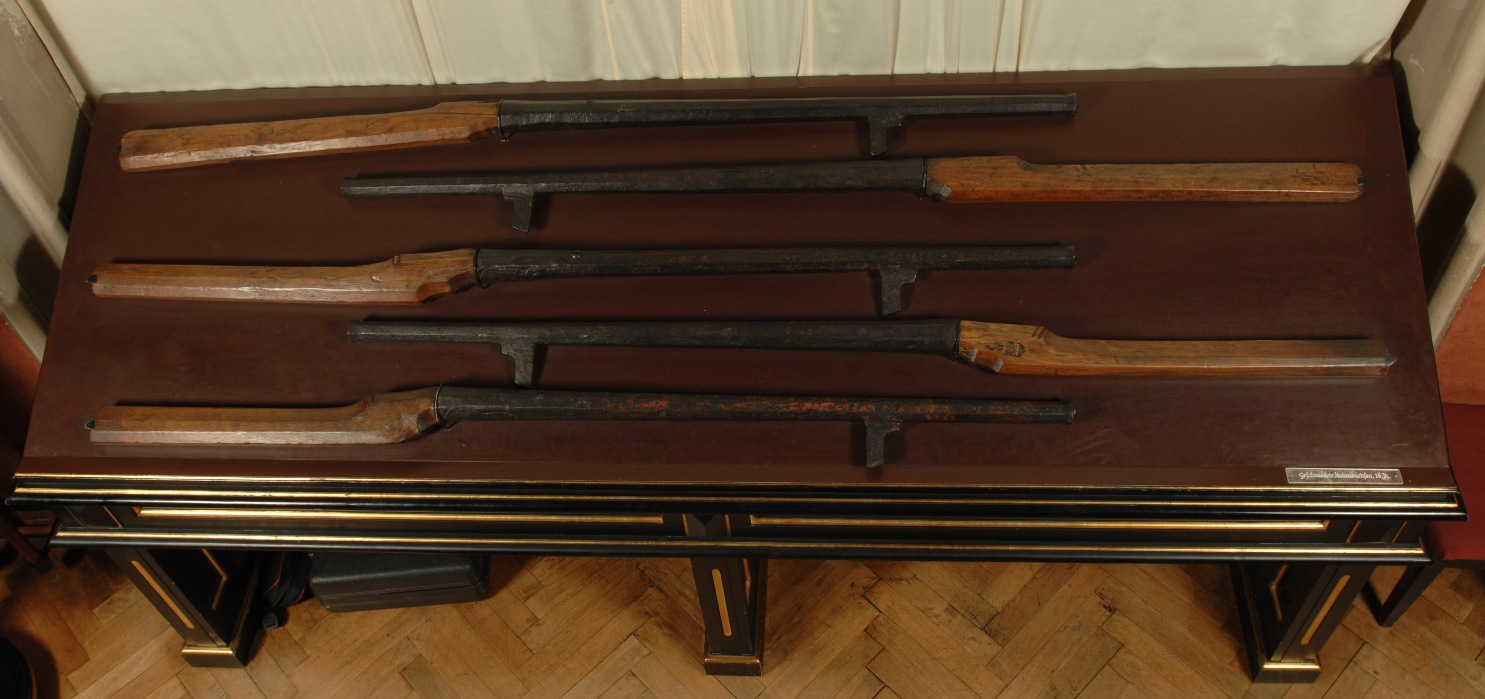
Hakenbüchsen ohne Zündmechanismus für Luntenzündung, 16. Jh. (Heeresgeschichtliches Museum, Wien)

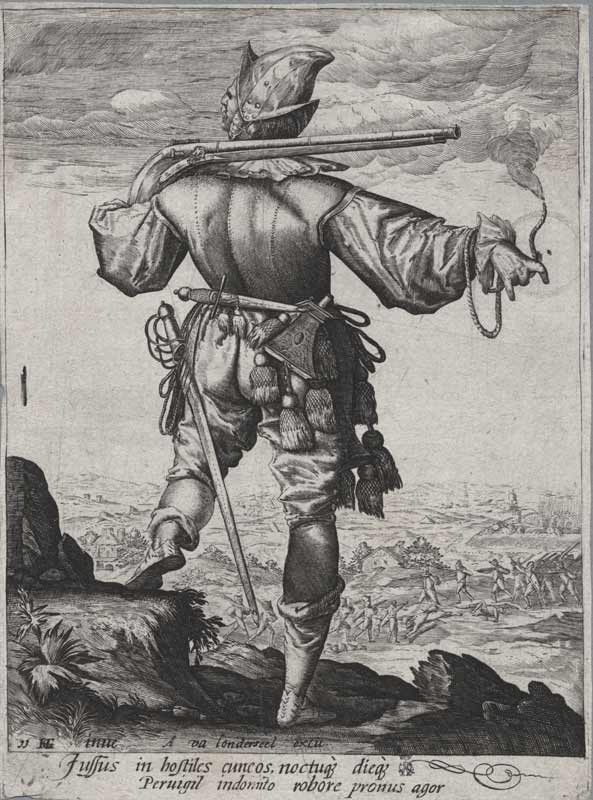
Arkebusenschütze um 1600

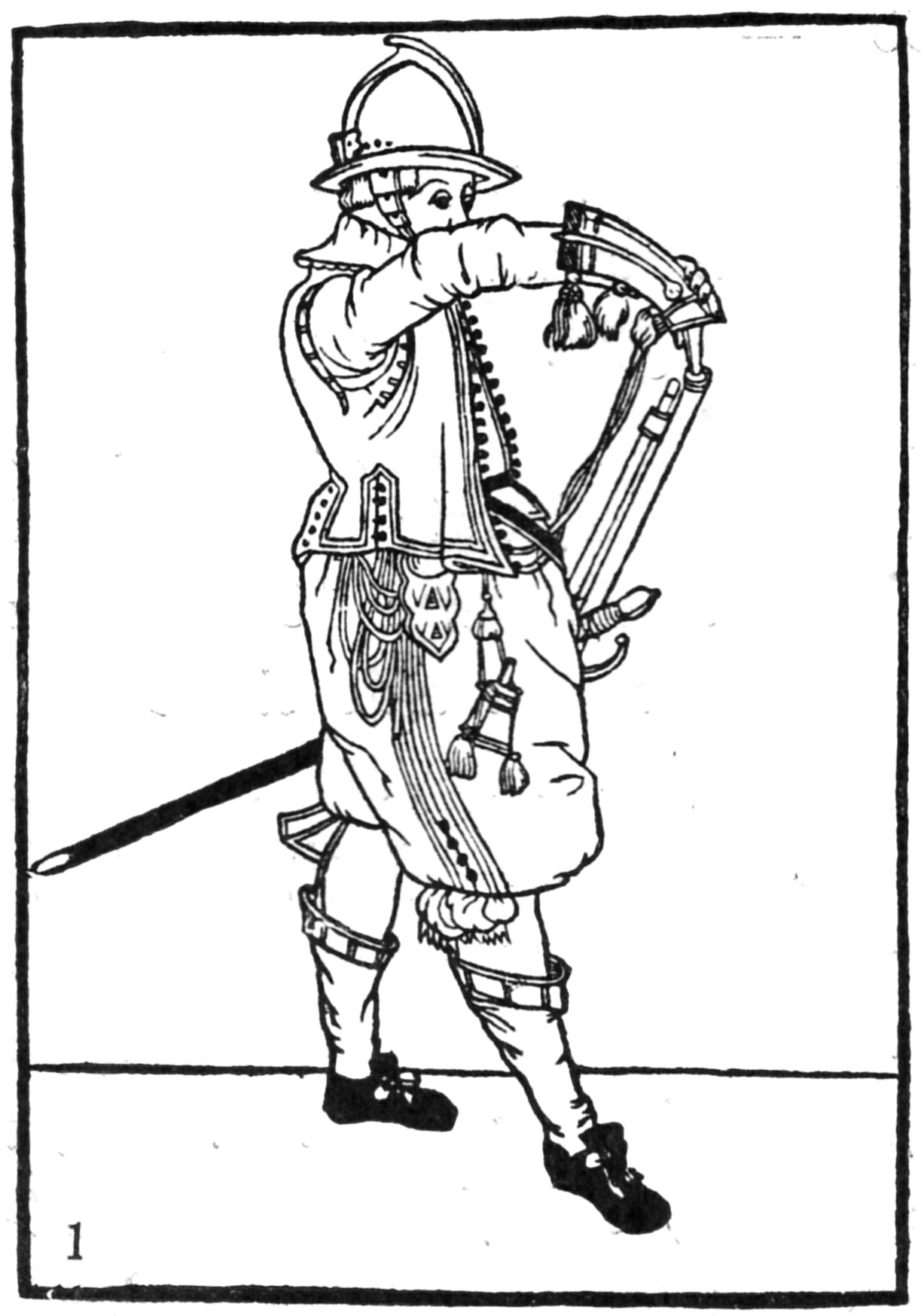
Arkebusier, das Rohr ladend, zu Beginn des Dreißigjährigen Krieges

Die früheren und schweren Hakenbüchsen waren noch klobige Weiterentwicklungen der Faustrohre, die allerdings mittels Kolben und Luntenschloss entscheidend verbessert wurden. Sie eigneten sich aufgrund ihrer Schwerfälligkeit ausschließlich als Verteidigungswaffen, wobei sie vorwiegend von der Burgmauer herab eingesetzt wurden; einige frühe Modelle mögen sich nur durch Kolben und Haken von einem Handrohr unterschieden haben und wurden (wie gehabt) abgefeuert, indem die Lunte von Hand an das Zündloch geführt wurde. Aus den Hakenbüchsen wurden Anfang des 16. Jahrhunderts die deutlich handlicheren Arkebusen entwickelt. Sie waren Nachfolger der sowohl als Geschütz als auch als Handwaffe benutzten „Stockbüchsen“ und die kürzeren und leichteren Varianten bzw. (gemäß Hassenstein) Vorläufer der Musketen, die noch so schwer waren, dass sie stets eine Stützgabel erforderten, und konnten auch von Reitern genutzt werden. Sie ermöglichten dadurch erstmals berittene Feuerwaffenschützen und stellen die Vorläufer der Karabiner dar.

## Etymologie, Begriffsklärungen
Arkebuse ist von der französischen Bezeichnung arquebuse abgeleitet, einer Verballhornung des mittelniederländischen Wortes haakbus (entsprechend deutsch Hakenbüchse) unter Anlehnung an das lateinische Wort arcus „Bogen“. Das erste sichere Zeugnis des Begriffs Arkebuse stammt aus dem Jahr 1364, als der Fürst von Mailand, Bernabò Visconti, 70 Archibuxoli rekrutierte, obwohl in diesem Fall der Begriff Arkebuse hier vielleicht als Synonym für eine Art von Handrohr verwendet wird. Beide Bezeichnungen verweisen auf einen eisernen Haken unter dem Lauf. Mit diesem konnte die Feuerwaffe auf einer Unterlage wie einer Mauer oder einem Ast fixiert (eingehakt) werden, um den enormen Rückstoß abzufangen.
Die Begriffe Hakenbüchse und Arkebuse werden teils speziell (Hakenbüchse für die älteren, klobigeren Modelle, Arkebuse für die moderneren, handlicheren Bauarten), teils synonym verwendet.
Obwohl sowohl Hakenbüchsen als auch Arkebusen den Haken im Namen führen, ist er nur bei  der Hakenbüchse anzutreffen; Arkebusen haben ihn generell nicht.
Während moderne Büchsen einen gezogenen (helixförmigen gerillten) Lauf haben, war dieser bei Hakenbüchse und Arkebuse stets glatt wie bei einer modernen Flinte.

## Historische Entwicklung
Die frühen Hakenbüchsen waren mit rund sieben Kilogramm, nach anderen Angaben sogar mit bis zu 25 Kilogramm, noch sehr schwer.
Neben den „Musketierern“ und „Flintenierern“ (von „Flinte“) bildeten Ende des 15. Jahrhunderts die „Arkebusierer“ ein Zehntel bis ein Drittel des Fußvolkes in den französischen, spanischen und deutschen Heeren. Im 16. Jahrhundert wurden, um die Marschbelastung der Arkebusiers zu reduzieren, in Frankreich leichtere Modelle entwickelt, die in Deutschland als Arkebusen bezeichnet wurden. Sie eigneten sich daher für die Kavallerie, wodurch die Truppengattung der Arkebusierreiter entstand.
Die Treffgenauigkeit sowohl der Hakenbüchsen als auch der Arkebusen (sowie der Musketen) war relativ gering, so dass ihr Einsatz nur auf kurze Distanz oder massiert als Batterie sinnvoll war.
Die Schlachten von Cerignola und Garigliano (beide 1503) sowie Bicocca (1522) waren frühe Siege der mit Arkebusen bewaffneten Infanterie. Insbesondere während der Schlacht bei Pavia im Jahre 1525 stellten die Arkebusiere die Schlagkraft ihrer Feuerwaffen unter Beweis, indem sie sowohl die Schweizer Reisläufer als auch die französischen schweren Reiter besiegten.
Im späten 16. Jahrhundert bildeten die Musketiere die schwere Infanterie, während die Arkebusiere die leichte Infanterie darstellten. Jene traten zuerst um die Mitte des 16. Jahrhunderts in Piemont und Frankreich als berittene Truppe auf, die zum Gefecht jedoch meistens absaß und aus der sich später die Dragoner entwickelten. Die berüchtigten „Schwarzen Banden“ (Bande Nere) des Condottiere Giovanni di Medici, genannt Giovanni dalle Bande Nere, waren zum großen Teil Angehörige dieser Waffengattung.
Die dem französischen und italienischen Vorbild in Deutschland nachgebildeten Abteilungen berittener Arkebusiere waren als „Hakenschützen“ oder „Bandelierreiter“ bekannt – nach dem quer über die Schulter getragenen Bandelier zum Anbringen der Patronenhülsen.

## Verwendung in Asien

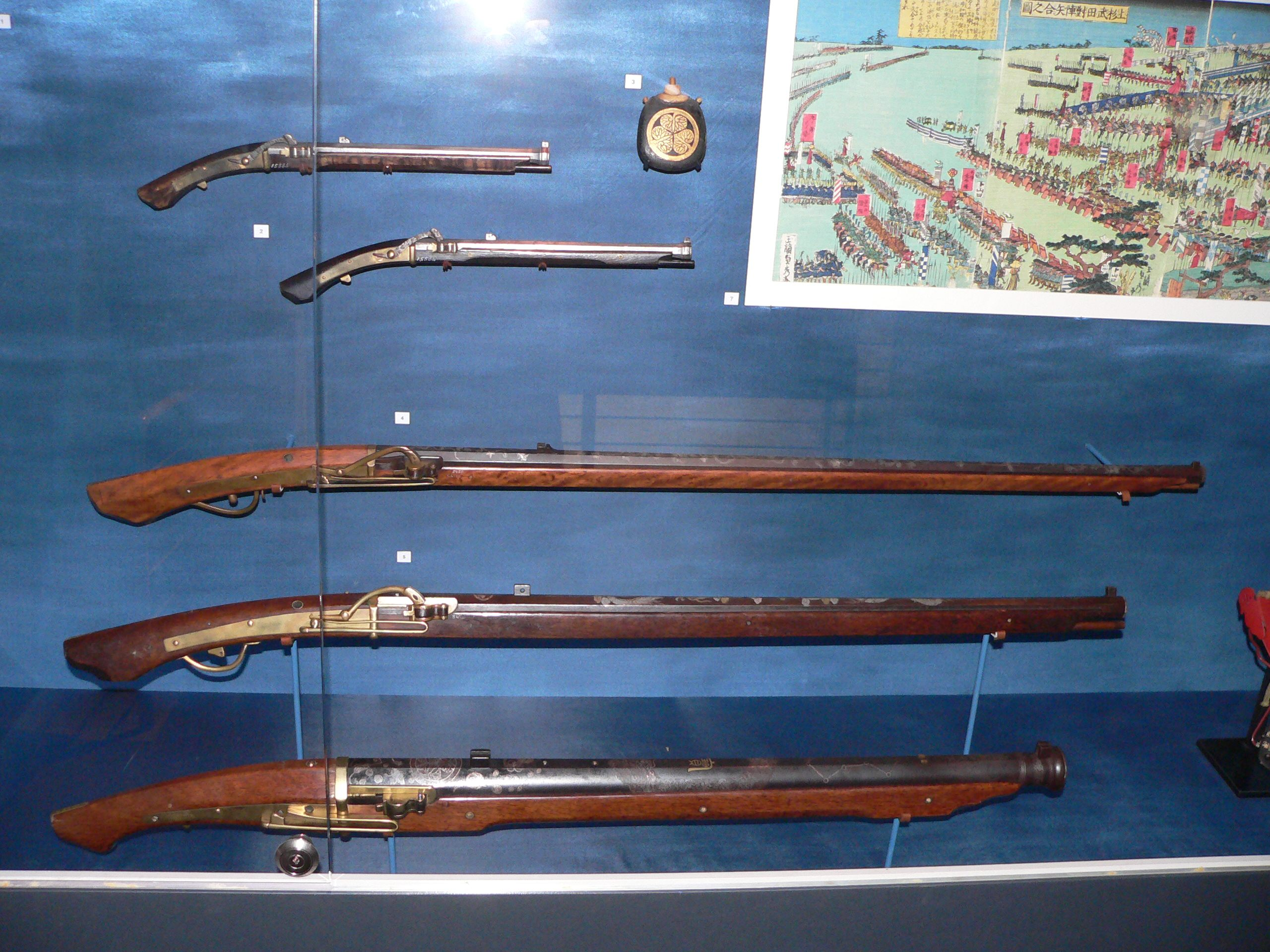
Japanische Luntenschloss-Arkebusen

Ab 1543 nahmen portugiesische Seefahrer und Händler Kontakt mit Japan auf; unter den gehandelten Waren befanden sich auch portugiesische Arkebusen. Der portugiesische „Abenteurer“ Fernão Mendes Pinto behauptet in seinen Reiseberichten, dass er die Arkebuse in den Jahren 1542/43 den Japanern bekannt gemacht habe. Diese Arkebusen wurden später in großer Zahl von Schmieden auf der Insel Tanegashima als Tanegashima-Arkebusen nachgebaut. 50 Jahre später war Japan der Staat mit den meisten Feuerwaffen auf der Welt. Ein späteres wichtiges Zentrum der Feuerwaffenherstellung in Japan war Saiga in der Provinz Kii (heute Präfektur Wakayama).
1575 entschieden 3.000 Arkebusenschützen die Schlacht von Nagashino gegen Kavallerieangriffe der gegnerischen Samurai für Oda Nobunaga. Bei der japanischen Invasion in Korea 1592 waren etwas mehr als ein Viertel der japanischen Truppen von 160.000 Mann mit Arkebusen ausgerüstet.
Die frühesten bekannten Beispiele einer „Arkebuse“ stammen aus dem Jahr 1411 in Europa und spätestens aus dem Jahr 1425 im Osmanischen Reich. Bei dieser frühen Feuerwaffe handelte es sich um eine Handfeuerwaffe, deren Wurzeln bis nach China zurückreichen, mit einem Serpentinenhebel zum Halten von Streichhölzern. Es verfügte jedoch nicht über den Luntenschlossmechanismus, der traditionell mit der Arkebuse verbunden ist. Die genaue Datierung des Luntenschlosszusatzes ist umstritten. Die ersten Hinweise auf den Einsatz von Arkebusen (tüfek) durch das Janitscharenkorps der osmanischen Armee stammen aus den Jahren 1394 bis 1465.
In der Seeschlacht von Lepanto 1571 zwischen der christlichen Heiligen Liga, der u. a. Spanien, Venedig und der Kirchenstaat angehörten, und dem Osmanischen Reich der Türken waren neuartige Schiffe (Galeassen), aber auch Arkebusen entscheidend für den Sieg der Christlichen Liga. Dieser Sieg hatte zur Folge, dass die Osmanen, die über größere (finanzielle) Ressourcen verfügten, 20.000 Arkebusen in Auftrag gaben, die weitere Erfolge der Osmanen ermöglichten.
Über das Osmanische Reich verbreiteten sich diese Waffen dann weiter nach Persien, Afghanistan, Indien und Nordafrika. Der zentralasiatische Jezail und der indische Bandukh Torador stammen beispielsweise von diesen Waffen ab, sind jedoch durch ihre Länge und Kaliber eher zu den Musketen zu rechnen. Besonders in Zentralasien und Nordindien erreichte die Herstellung und Handhabung von Luntengewehren einen sehr hohen Standard.
Auch in Nepal, Tibet und China wurden verschiedene Arkebusen- und Musketentypen mit Luntenzündung teilweise bis zu Beginn des 20. Jahrhunderts eingesetzt.